# 웹캐스트
웹캐스트(영어: webcast)는 인터넷을 통해 미디어 파일을 배포하는 것이다. 온라인 콘서트의 최초의 웹캐스트이자 웹캐스트 그 자체의 최초의 예들 가운데 하나는 기업가 마이클 도르프와 앤드루(Andrew Rasiej)와 파트너십을 맺은 애플 컴퓨터의 웹캐스팅 그룹에 의해 시작되었다.
사용자들이 PC를 쓰지 않는 시간에 네트워크에 접속되어 뉴스 등 각종 정보를 받아 두었다가 화면보호기가 작동될 때 다이나믹하게 보여주는 신기술이다. 최초로 웹 캐스팅 프로그램을 개발한 포인트캐스트사는 뉴스·스포츠·증권·날씨·광고 등을 화면보호기가 작동하면 보여주는 방식으로 정보를 전달한다. 하지만 웹 캐스팅은 프로그램간 호환성이 없어 확산에 한계가 있다는 지적도 있다.

## 같이 보기
- 인터넷 라디오
- 라이브스트리밍
- 미디어 클립
- 스트리밍